# Voi ma mút lùn
Voi ma mút lùn (danh pháp hai phần: Mammuthus exilis) là hậu duệ bị lùn hóa của voi ma mút, có thể là của Mammuthus columbi, tức voi ma mút Columbia. M. exilis đã sinh sống trên các đảo ven biển của California như đảo Santa Cruz, đảo Santa Rosa và đảo San Miguel. Những con voi ma mút tổ tiên của chúng có lẽ đã bơi qua eo biển Santa Barbara vào khoảng 20.000 năm trước đây. Vào thời gian đó, ba đảo này cùng với đảo Anacapa đã tạo thành một khu vực đất đai duy nhất gọi là Santa Rosae do mực nước biển xuống thấp.
M. exilis cao khoảng 120–240 cm (4–8 ft).